# スラヴ人トマス
スラヴ人トマス（スラヴじんトマス、ギリシア語: Θωμᾶς ὁ Σλάβος、Thōmas ho Slavos、760年頃 - 823年10月）は、9世紀のビザンツ帝国の将軍。821年から823年にかけてビザンツ皇帝ミカエル2世（在位：820年-829年）に対して大規模な反乱を起こした。
ポントス地方（トルコ北西部）のスラヴ人に出自を持つ軍人であったとされるトマスは、将軍バルダネス・トゥルクス（トルコ人バルダネス）の庇護の下でミカエル（2世）やアルメニア人レオン（5世、在位：813年-820年）と共に頭角を現した。803年のバルダネスの反乱失敗からレオン5世の治世中に小アジアの上級司令官に抜擢されるまでの間、トマスの動向は不明瞭である。ミカエル2世がレオン5世を殺害し帝位を簒奪すると、トマスは帝位を主張して反乱を起こした。トマスは速やかに大半のテマ（地方）と小アジアの軍団の支持を取り付けてミカエル2世の最初の反撃を打ち破り、さらにアッバース朝との同盟を締結した。そして「海のテマ」とその艦隊に勝利を収めた後、軍団と共にヨーロッパへ渡り、コンスタンティノープルを包囲した。トマスは帝都コンスタンティノープルを陸上と海上から攻撃したが陥落させることができず、その間にミカエル2世はブルガリア帝国の支配者（ハーン）オムルタグの支援を求めた。トマスはオムルタグの攻撃を撃退したが多大な損失を出し、数ヶ月後にミカエル2世が野戦に打って出た際には撃破され逃亡を余儀なくされた。トマスと彼の支持者たちはアルカディオポリスに逃れたが、間もなくミカエル2世の軍に包囲された。結局、トマスの支持者たちは恩赦と引き換えにミカエル2世に降伏し、トマスは処刑された。
トマスの反乱はビザンツ帝国史上最大の反乱の1つであるが、歴史的記録にミカエル2世が反逆者トマスの名前を貶めるために創り出した情報が含まれているために相互に矛盾した物語が残されており、その正確な経過は不透明である。この結果、トマス本人や彼の支持者たちが反乱を起こした動機や背景について様々に論じられてきた。『オックスフォード・ビザンツ事典』は「トマスの反乱は、聖像破壊運動、社会革命と民衆の蜂起、帝国に対する非ギリシア系エスニック・グループの反乱、トマスの個人的野心とレオン5世殺害に対する復讐心など、様々な要因に対する反応に起因している。」とまとめている。また、この反乱が帝国の軍事的地位に及ぼした影響、とりわけ相対するアラブ人に対するそれについても議論されている。

## 出自と経歴
トマスの出自について明確なことはわからない。11世紀の『続テオファネス年代記』はトマスが歴代ビザンツ皇帝たちによって小アジアに移住させられた南スラヴ人の出自であると説明し、10世紀のゲネシオスの『皇帝列伝』は彼をGouzourou湖から来たアルメニア種族のトマスと呼んでいる。従って彼の異名「スラヴ人」はあくまで現代の呼称である。トマスの家族および幼少期については、彼の両親が貧しかったことと、彼が満足な教育を受けていなかったこと以外何一つわかっていない。彼が反乱を起こした時、50歳から60歳の間であったことから、彼は恐らく760年頃に生まれたと考えられる。

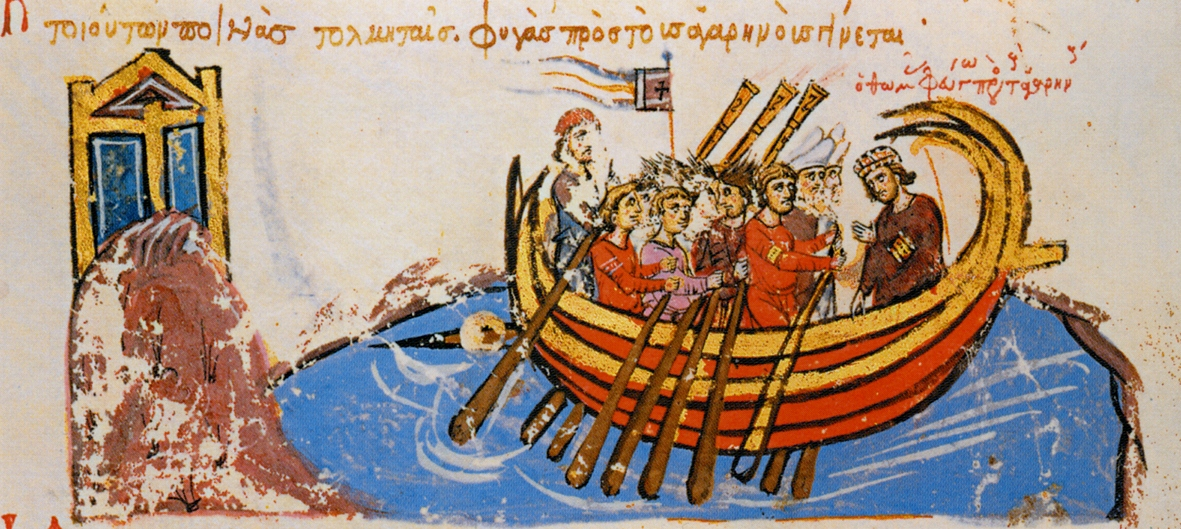
アラブ人の下へ逃亡するトマスを描いたと見られる『マドリード・スキュリツェス』の細密画

トマスについての主たる情報源であるゲネシオス（Genesios）の『皇帝列伝』と『続テオファネス年代記』は両者とも若き日のトマスについて2つの異なるバージョンの説話を採録している。それぞれは以下のようなものである。
- 第一の説話：トマスは803年に将軍バルダネス・トゥルクス（英語版）の部下として初めて登場し、彼が反乱を起こす820年の後半まで軍人としてのキャリアを歩んでいた[8][5][9]。
- 第二の説話：トマスは貧しい若者で、コンスタンティノープルに住み着くようになり、宮廷でパトリキオス（バルダネスのことと言われる）の地位をもつ人物に仕えた。その後、主人の妻との姦通を試みたことが露見し、トマスはアラブ人支配下のシリア（英語版）へと逃亡し、そこに25年間留まった。彼はその後、殺害された皇帝コンスタンティノス6世（在位：780年-797年）の名を騙り、アラブ人の支援を受けて小アジアを侵略した[10][5][9]。

このためにトマスの初期の経歴について様々な見解が提案された。古典古代及びビザンツ学者のジョン・バグネル・ベリーはこの二つの説話を整合させようと試み、トマスのアッバース朝への逃走を788年頃、彼のビザンツ帝国への復帰を803年以前とした。一方でロシア人の学者アレクサンドル・ワシーリエフはこれらの記録はトマスがコンスタンティノス6世が廃位された797年にアッバース朝に逃走したことをほのめかしていると解釈し、またバルダネスの反乱にトマスが参加していた可能性は全くないとした。
ゲネシオスと『続テオファネス年代記』の筆者は明らかに第二の説話を支持しており、ゲオルギオス・モナコス（修道士ゲオルギオス）の年代記と『レスボス島の聖ダヴィド、シメオン、ゲオルギオスの事績（Life of Saints David, Symeon, and George of Lesbos）』という9世紀の記録にはこちらの版の記録しかない。にも関わらず、フランスのビザンツ学者ポール・ルメルルはこれを、トマスの敵対者であったミカエル2世によって後に作られた信頼できない伝承であり全く採用できないとして第一の説話のみを使用している。そして現代の学者の大部分はルメルルの解釈に従っている。また、シニェス・コドニェルは、実際にはトマスという人物が二人おり、後にそれが同一人物であると見なされた結果混乱が生じたという大胆な説を提唱した。
第一の説話は、トマスがスパタリオス（spatharios、spatharioi）として東部のテマのモノストラテゴス（monostrategos、「ただ一人の将軍」、最高司令官）のバルダネス・トゥルクスに仕えていたことを伝えている。バルダネスは803年に皇帝ニケフォロス1世（在位：802年-811年）に対して反乱を起こした。バルダネスの臣下にはトマスと並んでアルメニア人レオン（後のレオン5世）とアモリオンの人ミカエル（後のミカエル2世）という二人の若いスパタリオイ（spatharioi）がおり、彼らは兄弟のような関係を築いていた。後世の歴史伝承によれば、バルダネスが反乱を起こす前、彼は3人の若き家来（Protégés）を連れて、フィロメロン近郊に住む将来を予見すると評判の修道士を訪ねたという。この修道士はこれから起こること、即ちバルダネスの反乱が失敗するであろうこと、レオンとミカエルはいずれも皇帝となるであろうこと、トマスは皇帝として歓呼されるが、殺害されるであろうことを予言した。これは無論、史実とは考えられない。
バルダネスが実際に反乱を起こした時、彼はいかなる意味においても広範な支持を得ることに失敗した。レオンとミカエルはすぐに彼を見放し、帝国の軍営へと逃げ込んで軍の上級司令官の地位を与えられた。トマスはただ一人バルダネスが降伏するまで彼への忠誠を維持した。バルダネスの反乱の失敗の後、トマスは10年間に渡り史料から姿を消す。ベリーはトマスがアラブ人の下へ（ベリーの解釈に従えば2回目の）逃亡したと主張した。この見解はロミリー・ジェームズ・ヘラルド・ジェンキンスのような多くの学者から支持されている。しかし、歴史学者ウォーレン・トレッドゴールドは、トマスとバルダネスの関係がトマスのキャリアを妨げたという話の曖昧さを指摘し、トマスは帝国内に留まっていて恐らく軍人としての職務を活発に続けてもいたであろうと主張する。
813年7月、アルメニア人レオンは皇帝になると素早く古い仲間たちに報酬を与え、彼らに軍の精鋭を指揮させた。ミカエルはExcubitors（コンスタンティノープル周囲に駐留する専門の近衛騎兵連隊の1つ）のタグマを任され、フォイデラトイ（Foederati）のトマスのトゥルマ（tourma、師団）はテマ・アナトリコンに駐留した。

## 反乱

### 背景と動機
820年のクリスマスの日、レオン5世はアモリオンの人ミカエルの指示によって宮廷の礼拝堂で殺害され、ミカエル（2世）がただちに皇帝に即位した。ほぼ同時に、トマスはテマ・アナトリコイで反旗を翻した。正確な時期と動機について史料から得られる情報は分かれている。ゲオルギオス・モナコスの歴史的史料と、ミカエル2世の西の皇帝ルイ1世（敬虔帝）への手紙では、トマスがミカエル2世による簒奪の前に既に反乱を起こしていたと主張されている。この時系列はゲネシオスの『続テオファネス年代記』やヨハネス・スキュリツェスを含む後のビザンツの年代記作家たちの全てによって引き継がれており、同様にジョン・バグネル・ベリーやアレクサンダー・カジュダンのような現代の学者の多くも採用している。ポール・ルメルルはトマスとその反乱の研究においてこの時系列を、ミカエル2世が彼自身の反乱を、レオン5世がトマスの反乱の鎮圧に失敗したことへの対応として正当化し、さらに反乱軍によって被った初期の敗北の責任から彼自身を遠ざけることを試みて後に創り出したものであるとして斥けた。ルメルルに続く最近のいくつかの研究はシメオン・メタフラストの記録－一般的に10世紀の史料の中で最も正確であると考えられている－を好んで用いている。この記録ではトマスの反乱はレオン5世の殺害の数日後であり、この事件への反応として発生したとされている。
反乱が発生したことで、ビザンツ帝国は分裂した。これは確立した政府に対する反乱というよりは、帝位を巡る同等の候補者による闘争であった。ミカエル2世はコンスタンティノープルとヨーロッパ側のテマ、そして帝国の官僚機構の支配権を確保し恐らくは総主教によって戴冠されていた。しかし、ミカエル2世が暗殺によって帝位を得たのに対し、トマスは殺害されたレオン5世の復讐を主張することで正当性と支持を得ており、アジア側のテマと、後にはヨーロッパ側のテマ双方からの支持を勝ち取った。トマスはレオン5世が小アジアで人気があったこと、尊敬される人物であり高い支持を得ていたことを良く知っていた。一方でミカエル2世は首都の外側では事実上全く知名度がなかった。彼には特筆すべき軍功もなく、満足な教育も受けておらず、作法も身に着けていなかった。吃音のために彼は嘲笑を受け、彼の家族が所属していた異端宗派であるアティンガノイに対して同情的であると見られていた。
ビザンツ帝国のトマスの反乱についての記録では彼はコンスタンティノス6世を標榜して帝位を主張したと説明されている。コンスタンティノス6世は797年に母親のエイレーネーによって殺害されていた。ルメルル以来の現代の学者の大半はこれも後世に創作された物語であるとして採用していない。この話の中に何等かの真実が含まれているとすれば、それはトマスが即位名として「コンスタンティノス」を選択したことに端を発しているのかもしれない。だがこれを証明するようないかなる証拠も存在しない。コンスタンティノス6世を標榜した可能性は、いくつかのビザンツの史料にトマスがミカエル2世の聖像破壊運動支持に反対する聖像崇拝の支持者であったという噂が記録されていることと関係している。コンスタンティノス6世の治世下では聖像への崇拝が復活していた。だがそれでも、この史料中の曖昧な表現、小アジアのテマの多くにおける聖像破壊運動に対する共感、そしてトマスがアラブ人と同盟したことは、彼が公に聖像（イコン）に対する崇拝を表明したという話に反するように思われる。明らかに、ミカエル2世の治世初期における聖像崇拝派への妥協的な姿勢は聖像崇拝論争が当時重要な問題ではなかったことを思わせ、現代の学者はトマスの反乱においてこの論争がほとんど何の役割も果たしていなかったと見ている。後世のマケドニア朝時代の史料において聖像破壊者ミカエル2世に反対する聖像崇拝派の巨頭としてトマスがイメージされているが、これは恐らく史料作成者たち自身の反聖像破壊派的なバイアスの結果生み出されたものであろう。ウォーレン・トレッドゴールドはさらに、もしトマスがコンスタンティノス6世を標榜したことが真実だとしても、それは支持を得るために振りまかれた物語の一部であったであろうとしている。また、トマスは計画的に聖像崇拝者たちからの支持を惹きつけるために、聖像問題について「意図的な曖昧」さを追求していたと主張している。トレッドゴールドは、「トマスは全帝国の支配者となるまでは、あらゆる主張、あらゆる人間に同調することが可能であった。しかし彼が消費した時間は、支持者の幾ばくかを失望させるのに十分であった。」と述べる。
この時のトマスの反乱について『続テオファネス年代記』の記述は「奴隷は主人に、兵士は上官に、将校は司令官に対し殺害の手をあげた」と描写している。この記述は主としてアレクサンデル・ワシーリエフ（Alexander Vasiliev）やゲオルク・オストロゴルスキーのような幾人かの学者に、トマスの反乱は重税に苦しむ農村部の人々の広範な不満の表出であるという考えを抱かせた。他のビザンツ学者、特にルメルルは農村住民の不満をこの反乱の第一の要因とする考えを斥けている。
ゲネシオスと他の年代記作家は更に、トマスが「ムスリム、インド人、エジプト、アッシリア人、メディア人、アバスジア人、ジキア人、イベリア人、カベイリア人、スラヴ人、フン族、ヴァンダル人、ゲタイ族、マニ教徒（パウロ派）、ラズ人、アラン人、カルデア人、アルメニア人、そして他のあらゆる種の民族」の支持を勝ち取ったとしている。この記述によって、トマスの反乱は非ギリシア人のエスニック・グループによる帝国への反乱を示しているという現代の主張が導き出された。しかし、ルメルルによればこれは誇張された記録であり、敵対的な虚偽情報の一部であるという。ルメルルの主張はほぼ確実に正しいが、しかし、トマスは実際に帝国に隣接するコーカサスの人々の中の支持を当てにすることができたことが、アバスジア人・アルメニア人・イベリア人が彼の軍隊に参加しているという、ミカエル2世がルイ1世へ送った手紙という同時代に近い史料での言及によってわかる。コーカサスの人々がトマスを支持した理由は不明瞭である。トマスは恐らく彼らの君主たちに対して何等かの約束をしていたであろう。だがルメルルは、アルメニア人たちは彼らの同胞であったレオン5世殺害に対する復讐を動機としていたかもしれないと主張している。

### 小アジアにおける反乱の勃発と拡大

小アジア（現代のアナトリアおよびトラキア）のテマの地図。842年頃。

フォイデラトイ（Foederati、盟朋軍）の師団長（トゥルマルケス）として、トマスはテマ・アナトリコイの首都アモリオンを拠点としていた。この地位はストラテゴス（strategos、軍事総督）の下僚であったが、トマスによる布告は小アジア全域で広範な支持を受けた。短期間のうちに全アジアのテマにトマスへの支持が広がり、ミカエル2世の側に立ったアジアのテマはミカエル2世の甥であるカタキュラス（Katakyulas）の支配下にあるテマ・オプシキオンとストラテゴスのオルビアノス（Olbianos）の支配下にあるテマ・アルメニアコイのみであった。テマ・トラケシオイはどちらに着くか揺らいでいたが、最終的にはトマスの側に立った。アジアにいる帝国軍の3分の2以上がトマスの側に立ち、各地の税務官吏はトマスが最も必要とする税収を彼に提供した。

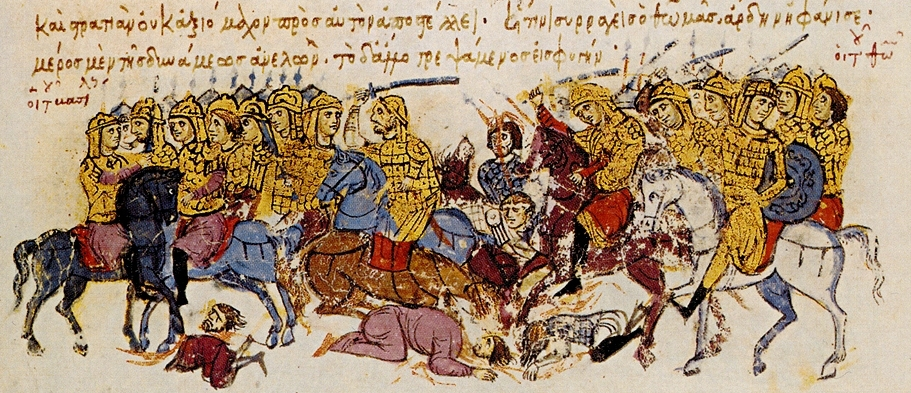
トマスの軍がミカエル2世に忠誠を誓う軍団を倒している。『マドリード・スキュリツェス』の細密画。

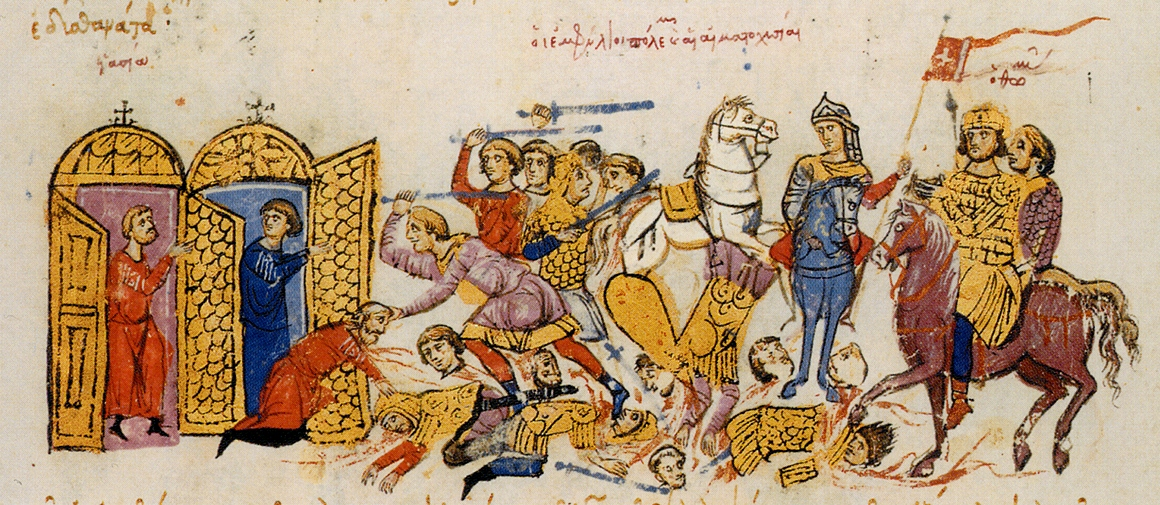
トマスの軍による小アジアの都市の占領。『マドリード・スキュリツェス』の細密画。

ミカエル2世の最初の対応はテマ・アルメニアコイの軍にトマスを攻撃するよう命じることであった。アルメニアコイの軍団は簡単に打ち破られ、トマスはテマ・アルメニアコイの東部を突き進み、国境地帯のカルディアを占領した。しかしトマスによるアルメニア地方の占領は不完全であった。これはアッバース朝がビザンツ帝国の内戦を好機として、陸海から小アジア南部を攻撃したためである。この地方にはトマスは僅かな軍勢しか残していなかった。トマスは攻撃された地域に戻るのではなく、821年春にアッバース朝の領土への侵攻作戦を立ち上げた。この攻撃対象はベリーや他の学者によればシリア、トレッドゴールドによればアラブ人の支配下にあったアルメニアの地方であった。トマスはその後、アッバース朝のカリフ、アル＝マアムーンに使者を送った。アル＝マアムーンはトマスが見せた軍事力に強い印象を受け、また特にアッバース朝自体が抱えているバーバク・ホッラムディンが率いるホッラム教の反乱のことも手伝って、トマスの提案を受け入れた。この結果トマスとマアムーンは平和条約と同盟を結んだ。マアムーンはアラブ人の支配地域でトマスが兵士を集めること、彼が撤退のために国境を通過すること、アラブの支配下にあるアンティオキアへの訪問（この地でトマスは聖像崇拝派のアンティオキア総主教ヨブから戴冠を受けた）を許可した。この協定の正確な条件は史料上不明瞭であるが、これと引き換えにトマスはいずれかの領土を譲り渡すことと、カリフの属王となることを約束したと言われている。ほぼ同時期に、トマスは出自不詳の男を養子にし、彼をコンスタンティオスと名付けて共同皇帝とした。
一方のミカエル2世はエフェソス大主教に親類を任命することによって聖像崇拝派の中に支持を確保することに挑戦したが、この計画はエフェソス大主教座が公然たる聖像破壊派のコンスタンティノープル総主教アントニオス1世カッシマテスによる聖別を拒否したため失敗した。また、地方の支持を固めるため、特にまだミカエル2世の側についていた2つのアジア側のテマの支持を繋ぎとめるために、ミカエル2世は821年から822年に25パーセントの減税を約束した。

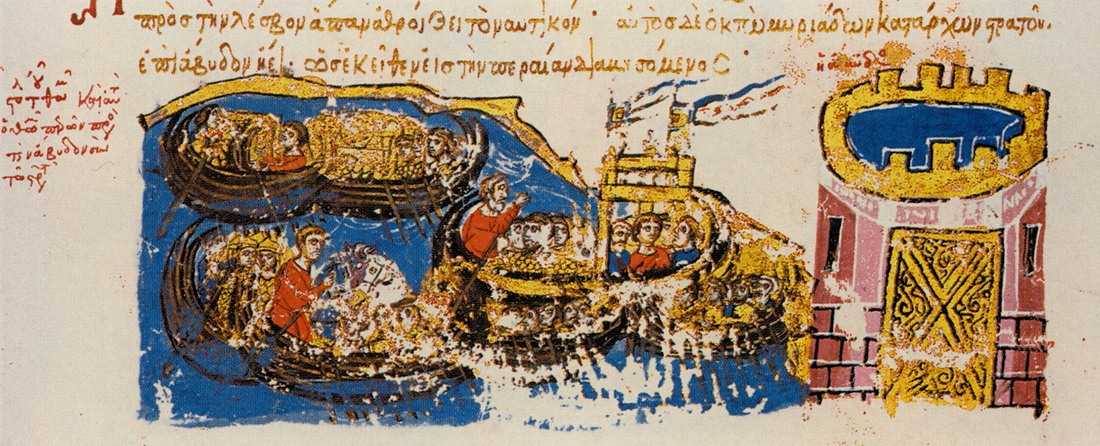
トマスとその船がアビュドスからトラキアへ渡る『マドリード・スキュリツェス』の細密画。

テマ・オプシキオンとテマ・アルメニアコイは支配できていなかったが、821年夏までに、トマスは東方で足場を固めた。彼はその視線を究極的な目標であるコンスタンティノープルへと向けた。この都市を所有していることだけが皇帝としての完全なる合法性を担保した。トマスは軍と物資を集め、攻城兵器を組み立てた。帝都に駐留する強力な艦隊に対抗するため、テマ・キュビライオタイとテマ・アイガイウ・ペラグスという「海のテマ」から得た自身の艦隊を強化すべく船を増産させた。この艦隊にはテマ・ヘラスの部隊も含まれていたかもしれない。トマスは将軍のゲオルギオス・プテロトスを呼び戻した。彼はレオン5世の甥であり、ミカエル2世によってスキュロス島に追放されていた人物である。トマスは彼に艦隊の指揮権を与えた。10月までに、トマスに従う諸テマの連合艦隊はレスボス島での編成を完了し、トマスの軍はテマ・トラケシオンからアビュドスへ向けて進軍した。彼はそこからヨーロッパへと渡るつもりであった。
この時点で、これまで順調であったトマスの運命は逆転しつつあった。アビュドスに進発する前、彼は義理の息子コンスタンティオスに軍を預けてテマ・アルメニアコイへ送り出した。だが、コンスタンティオスはストラテゴスのオルビアノスに迎撃され、その軍隊は比較的軽微な損害で撤退できたものの、コンスタンティオス自身は殺害された。コンスタンティオスの切断された首はミカエル2世の下へ送られ、彼はそれをアビュドスにいるトマスに送り付けた。トマスはこの比較的小さな挫折にひるむことは無く、10月後半か11月前半のいずれかの時点でヨーロッパへと渡った。死んだコンスタンティオスの代わりに、すぐにまた別の出自不詳の人物が新しいトマスの共同皇帝として擁立された。この人物は元修道士であった。トマスは同じように彼を養子とし、名前をアナスタシオスとした。

### コンスタンティノープル包囲

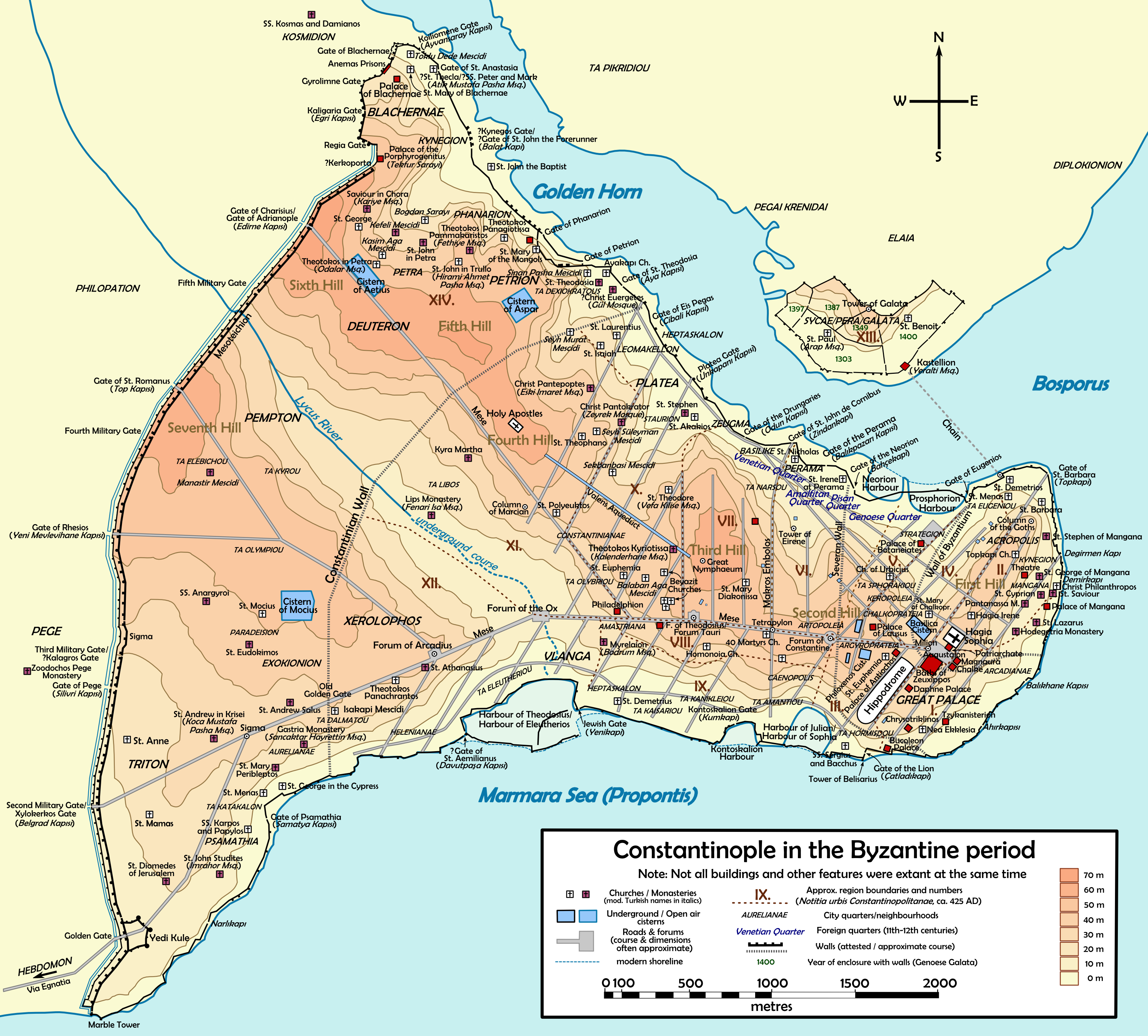
ビザンツ時代のコンスタンティノープルとその城壁。

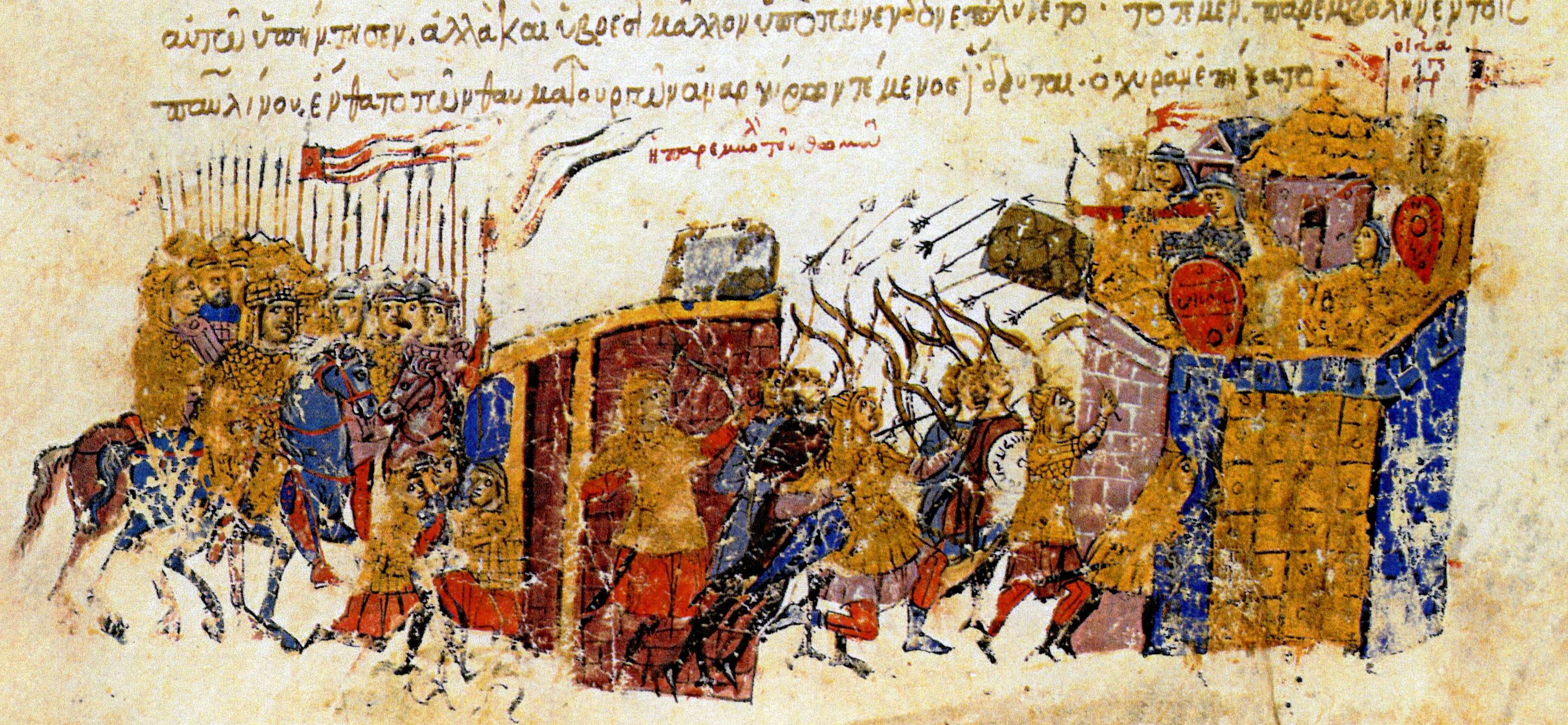
トマスとその軍はコンスタンティノープルを襲撃した。『マドリード・スキュリツェス』の細密画。

トマスの行動を予期していたミカエル2世は軍の指揮官としてコンスタンティノープルのヨーロッパ側後背地であるテマ・トラケスとテマ・マケドニアスに赴き、その地にあるいくつかの要塞の守備隊を強化して現地民の忠誠を繋ぎとめようとした。しかしトマスが上陸した時、ヨーロッパ側のテマの住民は彼を熱狂的に歓迎しミカエル2世はコンスタンティノープルへの撤退を余儀なくされた。多くのスラヴ人を含む義勇兵がトマスの軍旗の下へ集まった。年代記作家たちは、彼がコンスタンティノープルに近づくにつれ、その軍隊が80,000人あまりにまで膨れ上がったと述べている。コンスタンティノープルは近衛のタグマ軍によって守られており、これはテマ・オプシキオンとテマ・アルメニアコイからの増援によって強化されていた。ミカエル2世はコンスタンティノープルの城壁の修復と金角湾の封鎖を命じ、同時に艦隊に海上から首都の守備するよう命じた。こうしたミカエルの消極的な対応から判断して、これらの処置にもかかわらず彼の軍事力はトマスのそれに対して劣勢であった。ウォーレン・トレッドゴールドはミカエル2世の兵力がおよそ35,000人であったと見積もっている。
トマスの艦隊がコンスタンティノープルに最初に到着した。ミカエル2世の艦隊による抵抗を受けなかったトマスの艦隊は封鎖に使われていた鎖を破壊したか、はずすかして金角湾に侵入し、バルビュソス川（Barbysos）河口そばに係留してトマス軍の到着を待った。トマスは12月初頭に到着した。彼の大軍は首都の住民を怯ませることはなかった。地方のテマと異なり、首都の住民と守備兵はしっかりとミカエル2世の側に立っていた。更に軍の士気を高揚させるためにミカエル2世は自身の若き息子のテオフィロスに、真の十字架と処女マリアのマントを運ぶ行列を壁にそって行進させ、同時にブラケルナエの聖母マリア教会に両方の陣営の全軍に見えるように巨大な軍旗を掲げた。
コンスタンティノープルの周囲の都市を制圧した後、トマスは3方からこの都市を攻撃することを決断した。この彼の攻撃は恐らく、コンスタンティノープルの住民に強い印象を与えるか、あるいはその逃亡を促すことを狙っていた。トマスの共同皇帝アナスタシオスとゲオルギオス・プテロトスはテオドシウスの城壁を陸海で攻撃し、トマス自身はブラケルナエのより弱体な守備に対して主攻撃を行おうとした。トマス軍の全軍に十分な攻城兵器と投石器を配備されており、艦隊は大型の艦載投石器に加えて大量のギリシアの火を使用した。しかし、トマス軍の各部隊の攻撃は失敗した。防衛軍の投石器はトマス軍の攻城兵器を陸上の城壁に寄せ付けず、その優秀さを証明した。そして艦隊は逆風に阻まれて意味のある行動を取れなかった。冬季における作戦行動が危険であり成功の見込みが薄いことからトマスは更なる攻撃を春まで延期し、軍を冬営地まで撤退させた。

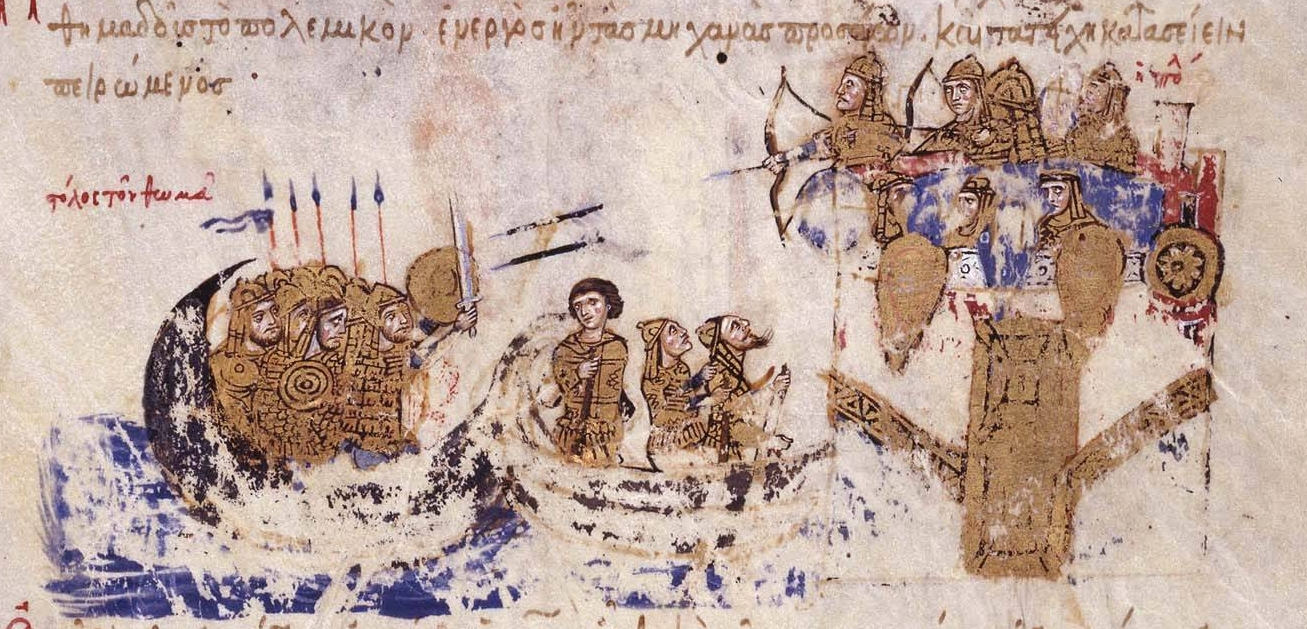
コンスタンティノープルの海に面した城壁がトマスの艦隊の攻撃を退けている。『マドリード・スキュリツェス』の細密画。

ミカエル2世はこの小休止を利用して小アジアから増援を運び、ブラケルナエの城壁を修復した。トマスは春の再攻撃においてブラケルナエ地区に攻撃を集中することを決めていた。この攻勢が行われる前、ミカエル2世は自ら城壁に上り、トマスの軍隊へ向けて彼らの指揮官を見捨てるように呼び掛け、もし軍から離脱したならば恩赦を与えると約束した。トマス軍はこれを寧ろ弱さを示した嘆願と見て自信を深め攻撃を開始したが、トマス軍が城壁に近づくとミカエル2世の守備軍は城門を開いてトマス軍に襲い掛かった。この突然の襲撃によってトマス軍は蹴散らされ、同時にミカエル2世の艦隊はトマスの艦隊を撃破し、船員はパニックの中で打ち破られ海岸へと逃亡した。敗北によってトマスの海軍力は弱体化した。彼は陸上からコンスタンティノープルの封鎖を続けたが、この損失は兵士たちの士気を挫き、逃亡が始まった。家族がミカエル2世に囚われていたゲオルギオス・プテロトスはトマスを見限ることを決断し、彼に忠実な少数の兵士が従った。彼は反乱軍の軍営を抜け出して西へ向かい、ミカエル2世に自身の離脱を知らせるために修道士を使者として派遣したが、この修道士は封鎖をすり抜けることに失敗しコンスタンティノープルに到着しなかった。ゲオルギオス・プテロトスの離脱を知るとトマスは素早く反応し、追跡隊を選び出してゲオルギオス・プテロトスを追い、彼の軍を撃破して彼を殺害した。

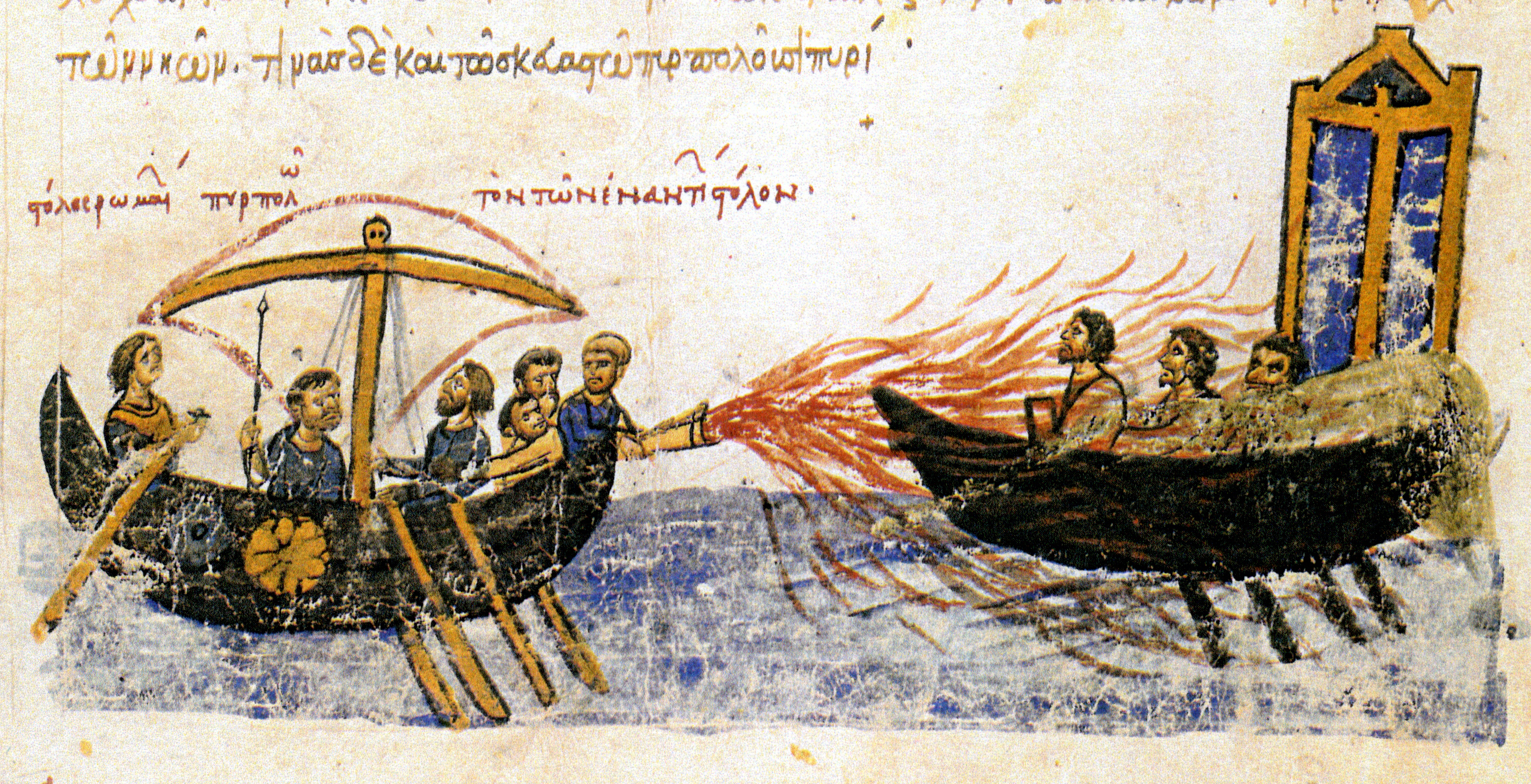
ミカエル2世の艦隊がトマスの船をギリシアの火を用いて破壊している。『マドリード・スキュリツェス』の細密画。

トマスはこの価値の乏しい小さな勝利を利用し、ミカエル2世の軍を「陸海において」打ち破ったと広く触れ回った。彼はこのメッセージをこの時点まで去就をはっきりさせていなかったギリシアのテマに送り、追加の船の拠出を要求した。これは効果を発揮しこれらのテマは大きな反応を示した。彼らは艦隊を－伝えられるところでは350隻もの数を－トマスの軍に合流させた。これはトマスに元々持っていた艦隊で金角湾の城壁を攻撃し、新たな艦隊はマルマラ海に面した南岸を攻撃させるというコンスタンティノープルの海の城壁に対する二面攻撃を決意させた。だが、ミカエル2世は座視していることは無く、ミカエル2世の艦隊はこの新規の艦隊がビュリダ（Byrida）の停泊地に到着した直後にこれを攻撃した。ミカエル2世の艦隊はギリシアの火を使って多くの反乱軍の船舶を破壊し、残された船の大部分を鹵獲した。僅かな数の船が逃亡に成功し、トマスの軍に合流した。
この勝利によってミカエル2世は制海権を確保したが、トマスの軍は陸上での優勢を維持しており、コンスタンティノープルの封鎖を継続していた。同年の残された期間の間にミカエル2世は包囲中のトマスの軍へ向けて出撃し、小規模な戦いが起きた。この衝突で双方が小さな勝利を主張したが、いずれも決定的な勝利を得ることはできなかった

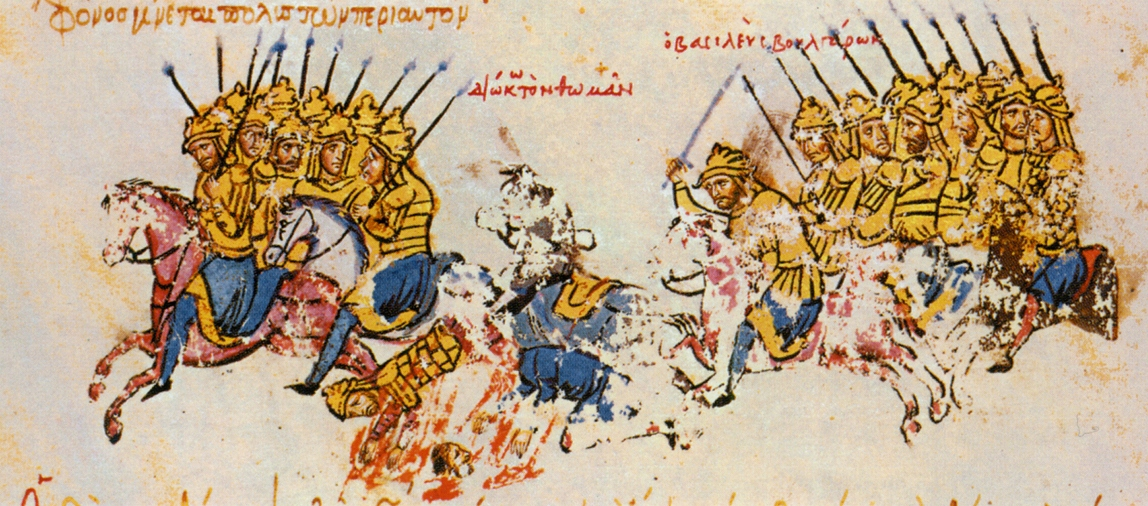
オムルタグの指揮するブルガリア人がトマス軍を攻撃している。『マドリード・スキュリツェス』の細密画。

ミカエル2世はビザンツ帝国の北方の隣人、ブルガリアに向かって救援を求めた。両国はレオン5世の下で結ばれた30年間の和平に拘束されており、ブルガリアの支配者、オムルタグ・ハーン（在位：814年-831年）はミカエル2世の救援要請を喜んだ。ゲネシオスとテオファネス・コンティヌアトスが伝える後の伝承では、オムルタグがミカエル2世の意向に反して自身の意思に従って行動したとなっているが、これは「蛮族」の帝国領への侵入を望んだと見られるのを避けようとしたミカエル2世によって創作されたか、少なくとも流布されたものとして、ほぼ完全に否定されている。ブルガリア軍は恐らく822年11月に（ベリーはブルガリア人の攻撃を823年春と考えているが）トラケスに侵入し、コンスタンティノープルへと向かった。トマスは包囲を解き、ブルガリア軍に当たるために軍と共に進軍した。両軍はヘラクレア近郊のKedouktosの平野で会敵した（このためにビザンツの史料ではKedouktosの戦いとして知られている）。戦いの結果についての諸史料の記録は食い違っている。後世の史料はトマスが戦いに敗れたと記すが、より同時代に近いゲオルギオス・モナコスはトマスが「数多くのブルガリア人を殺害した。」と述べる。戦闘後にブルガリア軍の活動が無いことから、現代の学者たちは（ベリーという特筆すべき例外を除き）トマスはこの戦いに勝利したと考えている。

### トマスの敗北と死、反乱の終結

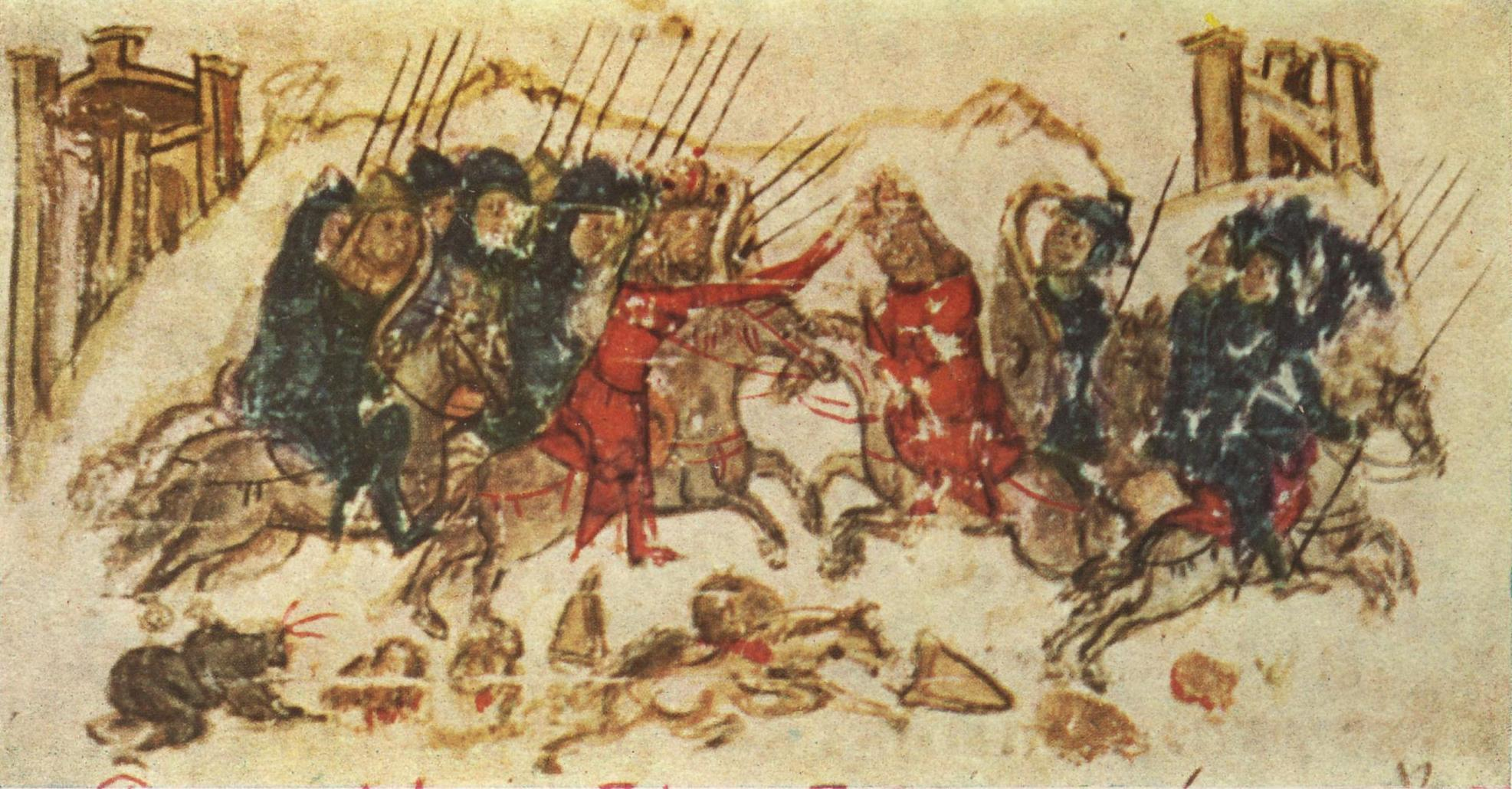
『コンスタンティノス・マナッセスの年代記（Chronicle of Constantine Manasses）』の細密画。

トマスはコンスタンティノープルの包囲を再開することができなかった。恐らく彼の軍隊が大きな損害に苦しんでいたであろうことに加え、彼が金角湾に残留させていた艦隊は、彼がブルガリア軍と戦うために不在にしている間にミカエル2世に降伏していた。トマスはコンスタンティノープルの西40キロメートルほどのディアバシス（Diabasis）の平原に軍営を設営し、そこで冬から春の初頭まで過ごした。少数の兵士が彼を見捨てたが、大多数はまだ忠誠を保っていた。最終的に823年4月か5月初頭、ミカエル2世は軍勢を率いてトマスへ向けて進軍した。ミカエル2世は将軍オルビアノスとカタキュラスが率いる小アジアからの新たな軍勢を伴っていた。トマスも会敵を目指して進軍した。彼は敵を罠にはめるため、まず士気が挫かれ敗走したと見せかけ、それを追撃するためにミカエル2世の軍が隊列を乱したところで向きを変えて攻撃するという作戦を用いる予定であった。しかし、トマスの軍隊は長期にわたる戦いに疲れ果てており、彼らの敗走は真実のものとなった。多くはミカエル2世に降伏し、残りのものは近場の要塞化された都市へと逃げ込んだ。トマスは残存する兵の多くと共にアルカディオポリスに安全を求めた。トマスの養子となっていたアナスタシオスはトマスの兵士の幾人かと共にビゼに行き、他はパニオンとヘラクレアへと逃げた。

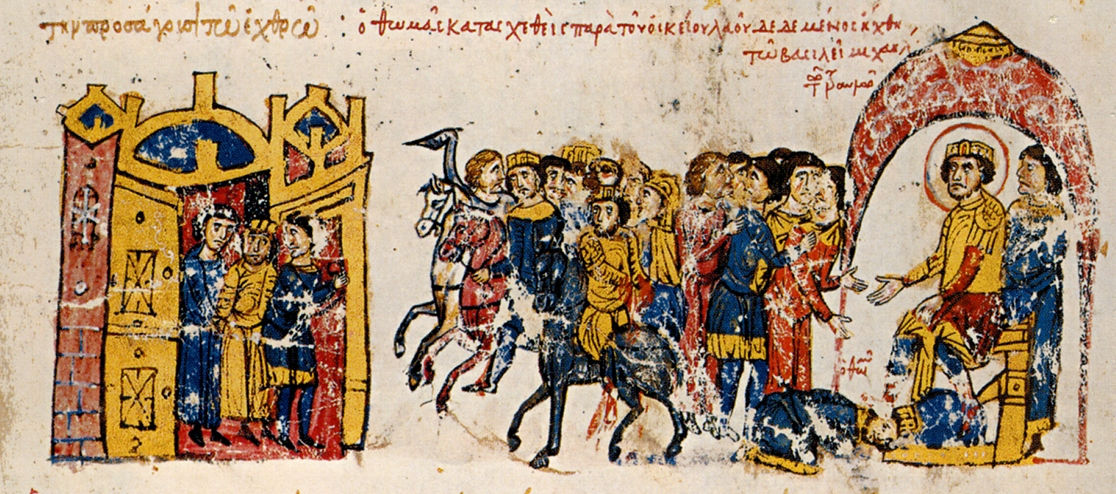
『マドリード・スキュリツェス』で描写されたトマスの降伏と屈辱。

ミカエル2世はアルカディオポリスを封鎖したが攻撃を仕掛けず、守備兵を消耗させて平和的に降伏させることを目指した。彼の戦略は慈悲深さを表すプロパガンダの手段－ミカエル2世自身がルイ1世への手紙で「キリスト教徒の血を憐れむために」と自ら表明しているように－としての政治的な動機によっているが、それだけではなく、年代記作家によればビザンツの都市の城塞が攻撃によって陥落し得るものであることをブルガリア人に証明して見せてしまう恐れがあったからだという。トマスの熱狂的な信奉者たちは、小アジアでミカエル2世に忠実なオプシキオン地方とオプティマトン地方へのアラブ人の襲撃を自由にさせることでミカエル2世を小アジア側に引き付けることを期待した。だが、ミカエル2世は動かず封鎖を続けた。ミカエル2世軍は溝を掘りアルカディオポリスのアクセスを遮断した。包囲されたトマス軍は物資の節約のために女子供を追い払い、続いて老人や負傷者、武器を持てない者も追い出した。封鎖から5ヶ月後、トマスの部下たちは最終的に飢えた馬と彼らの持つ革を食べることを余儀なくされた。幾人かが城壁にロープを垂らしたり、そこから飛び降りて逃亡を始めた。トマスはアナスタシオスの救援を求めるために封鎖が完全ではなかったビゼに使者を送った。しかし823年10月、実際に何等かの行動が起こされる前に、損耗しきったアルカディオポリスの兵士たちは皇帝ミカエル2世の恩赦と引き換えに彼らの指導者トマスを降伏させた。トマスはロバに座るミカエル2世の前に引き出され、鎖に繋がれた。トマスはミカエル2世の前に平伏させられた。ミカエル2世はトマスの首を踏みつけ、両手両足を切断して死体を突き刺すように命じた。処刑前にトマスは「御慈悲を、おお、真なる皇帝陛下！」と叫んで助命を求めたが、ミカエル2世は自分の上級官吏がトマスと裏取引をしていたかどうかを聞き質しただけであった。トマスが応答する前に、ロゴテティス＝トゥ＝ドロムゥ（Logothetēs tou dromou、ほぼ宰相に相当）のヨハネス・ヘクサボリオス（John Hexaboulios）は反逆し敗れた者が何を主張しようとも聞くべきではないと助言し、ミカエル2世はこれに同意した。トマスの処刑はすぐに実行された。
ビゼの住民はトマスの運命を聞くとアナスタシオスを降伏させた。彼はトマスと同じ運命を辿った。パニオンとヘラクレアではトマスの兵士たちが824年2月の地震まで持ちこたえた。この地震でパニオンの城壁は深刻な損傷を受け、この都市は降伏した。ヘラクレアでは被害は深刻ではなかったが、ミカエル2世は都市の海側から軍を上陸させ、この都市も降伏させた。小アジアのトマスの支持者たちは大部分が平和裏に降伏したが、テマ・キュビライオタイではストラテゴスのヨハネス・エチモス（John Echimos）によって鎮圧されるまで抵抗が続いた。テマ・トラケシオイでは、トマスの兵士たちは山賊に転じた。最も深刻な抵抗は小アジア中央部で、コイレウス（Choireus）とガザレノス・コロネイアテス（Gazarenos Koloneiates）という二人の将軍によって率いられたものであった。彼らは恐らくトマスにストラテゴイ（strategoi）として仕えていた。コイレウスはイコニオン北西のカバッラ（Kaballa）を拠点とし、ガザレノス・コロネイアテスはアンキュラの南西のサニアナ（Saniana）を拠点としていた。彼らはミカエル2世による恩赦とマギストロス（magistros）という高い爵位を与えるという提案を拒否し、彼らの拠点からミカエル2世に降った地方を攻撃した。しかしすぐに、ミカエル2世の代理人はこの二つの要塞の住人に反逆者に対して門を閉じるように説得した。コイレウスとコロネイアテスはその後、アラブ人の領土に逃亡を試みたが、途上でミカエル2世の軍に攻撃され捕らえられて十字架にかけられた。

### 余波と影響

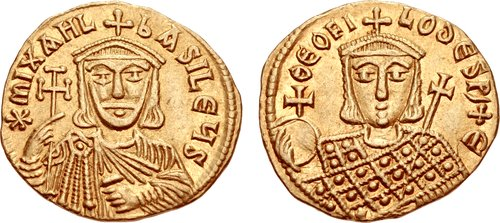
ミカエル2世とその息子テオフィロスのソリドゥス金貨（solidus）

スラヴ人トマスの大反乱の終焉を記念するミカエル2世の凱旋式が824年5月にコンスタンティノープルで執り行われた。ミカエル2世はトマスの義勇兵たち、アッバース朝から来ていた者たちと、恐らくは個人的に相当数が参加していたスラヴ人たちを処刑する一方で、キリスト教徒の生命に対する寛容と情け深さを示す必要性と、領内の平穏を回復する必要から、敗残のトマスの信奉者たちに寛大な取り扱いをせざるを得なかった。大部分はヒッポドローム（競馬場）での祭典でパレードをさせられた後に解放され、危険人物とされたものだけが帝国の遠隔地へと追放された。トマスの評判を貶めるため、ミカエル2世は「公式」かつ酷く歪められたトマスの人生と反乱についての記録を公認した。この記録はディアコヌス・イグナティオスによって書かれ、824年に『Against Thomas』として公表された。これはすぐにこの反乱についての記録として一般に受け入れられた。
トマスには能力があり広範な支持を獲得した。そしてそれによって帝国の大部分を支配下に置いたにもかかわらず、最後には敗北した。ルメルルは彼の敗北にはいくつかの要因があったとしている。それは彼が征服し残したアジアのテマがミカエル2世に援軍を供給したこと。トマスの艦隊が失態を演じたこと。そしてブルガリア人の攻撃がコンスタンティノープルへの攻撃に集中することを不可能とし、彼の軍を消耗させたことなどである。しかし最大の要因はコンスタンティノープルの難攻不落の城壁であり、これがコンスタンティノープルを支配する皇帝を内部における簒奪以外では倒れないものとしていた。
トマスの反乱はミカエル2世治世中の「中心的な国内の事件」であったが、重要な点において深刻な被害はもたらさなかった。長期に渡り反乱軍が駐留し、そこで戦闘が行われたトラケスを除き、帝国の大部分は戦争の惨禍を免れた。ビザンツ帝国海軍は多大な損害を被り、特に各テマの海軍は著しく損耗していたが、陸軍の損害は比較的軽微であった。伝統的に、この内乱の結果としての軍事的弱体化と国内の混乱は、ムスリムによって素早く付け込まれたと考えられている。トマスの反乱から数年後、アンダルシアを追放されたアラブ人たちはクレタ島を占領し、チュニジアのアグラブ朝はシチリアの征服を開始した。同時に東方では、ビザンツ帝国はアッバース朝に対して防御的な姿勢を取らざるを得なかった。近年の学界では、この内戦が当時のビザンツ帝国の軍事的失敗にどの程度影響を与えたかが議論されており、ビザンツ帝国の領土失陥の原因について異なる説明がされている。ウォーレン・トレッドゴールドは、帝国の軍事力は相当素早く回復したのであり、シチリア島とクレタ島の喪失の原因としては、この反乱よりもむしろ、無能な軍事的統率と「シチリア島が遠隔に過ぎたこと、クレタ島の常備軍の不在、この二つの島に対する攻撃がほぼ同時期であったこと、ビザンツ帝国政府の長期にわたるシーパワーに対する無関心」が合わさったことが重要であると述べる。